# Frigyes Schulek
Frigyes Schulek (Pest, 19 novembre 1841 – Balatonlelle, 5 settembre 1919) è stato un architetto ungherese, professore all'Università di Tecnologia e di Economia di Budapest e membro dell'Accademia Ungherese delle Scienze (Magyar Tudományos Akadémia).

## Formazione
Schulek nacque a  Pest e iniziò la scuola a Buda. Sua madre fu Auguszta Zsigmondy. Suo padre Ágost Schulek ricopriva un importante ruolo al Ministero delle Finanze  di Luigi Kossuth. La famiglia Schulek accompagnò il governo di Kossuth  nel suo spostamento a  Debrecen durante la rivoluzione ungherese del  1848, dopodiché tornò nella capitale. Dopo la repressione dei moti rivoluzionari, Ágost Schulek fu dichiarato persona non grata e la famiglia tornò a Debrecen.
Dopo essersi diplomato nel 1857, Frigyes Schulek si iscrisse al politecnico di Buda (Università di Tecnologia e di Economia di Budapest), dove si laureò nel 1861. Successivamente frequentò l'Accademia di Belle Arti a Vienna. Divenne un membro del Wiener Bauhütte dove studiò per Friedrich von Schmidt, che negli anni successivi gli trasferì un forte interesse nell'architettura medievale.
Nel 1866 lavorò molto rapidamente alla ristrutturazione della cattedrale di  Regensburg, per poi visitare Francia e Italia.
Dal 1871 insegnò disegno architettonico alla Scuola d'Arte di Budapest, dove, in quanto collega di Imre Steindl, lo aiutò nella progettazione del municipio di Pest. Nel 1872 fu nominato architetto  dell'appena fondata Commissione dei Monumenti Provvisori (Műemlékek Országos Bizottság), in seguito conosciuta come Commissione dei Monumenti Nazionali, la prima vera organizzazione ungherese indipendente. Qui si occupò della ricostruzione e del restauro di castelli medievali e chiese.

## Chiesa  di Mattia (Mátyás Templom)
Tra il  1874 e il  1896 Schulek ricostruì la Chiesa di Nostra Signora, situata vicino al castello di Buda, che è considerata il suo capolavoro. Eretto nel 1247, l'edificio è stato utilizzato per le incoronazioni  sin da quella di Carlo I, avvenuta nel 1309, ed è oggi conosciuta con il nome di Chiesa di Mattia dopo che lo stesso re aggiunse due cappelle ai lati e un oratorio nel  1470.
Durante la pianificazione della ricostruzione, realizzò un'attenta mappa della chiesa gotica per evidenziare il cambiamento degli elementi originali dell'edificio e per capire come fosse stata costruita, ristrutturata ed allargata nel corso degli anni. Originariamente costruita in stile franco-gotico, fu distrutta da un incendio nel  1526, per poi essere riutilizzata come moschea nel 1541. Dopo il periodo ottomano e la sua riconversione in chiesa  nel 1586, i francescani prima e i gesuiti dopo la custodirono. Piuttosto che scegliere un particolare periodo storico da interpretare al fine di conservarne i tratti antichi, come era in voga al tempo, Schulek costruì la chiesa in modo diverso, senza salvaguardare i vari interventi storici, sostituendo quasi ogni singola pietra. Per quanto riguarda la facciata occidentale e la guglia, per i quali non trovò alcuna documentazione che potesse indirizzarlo, seguì il suo stile personale, al punto che l'opera risultante sembrava essere interamente una sua creazione.
Tra gli altri restauri di cui si occupò si annoverano il municipio di  Lőcse (oggi Levoča, in Slovacchia) e le chiese ad Ákos (oggi Acâș in Romania), Karcsa e Pozsony (oggi Bratislava).

## Cattedra
Nel 1903, in seguito alla morte di  Imre Steindl, Schulek fu nominato professore di architettura medievale all'Università Tecnologica e di Economia di Budapest, un ruolo che occupò fino al 1913. Divenne membro corrispondente dell'Accademia Ungherese delle Scienze nel 1895 e fu fatto membro onorario nel 1917.

## Altre realizzazioni
Tra le poche costruzioni che Schulek progettò di sua sana pianta, molte sono in stile neo-romanico.  Tra queste vanno citate la  Chiesa Calvinista (1880–83) a Szeged e l'osservatorio di Elisabetta  (1908–10) a János-hegy, Budapest. Conosciuto come Bastione dei Pescatori (Halászbástya), questo punto panoramico è diventato un simbolo della città. Il suo progetto del 1909 per la Cattedrale di Nostra Signora di Szeged (Fogadalmi templom), una struttura con due guglie gemelle con facciata a mattoncini rossi, fu modificato da Ernő Foerk, e la costruzione fu completata nel 1930.

## Galleria d'immagini

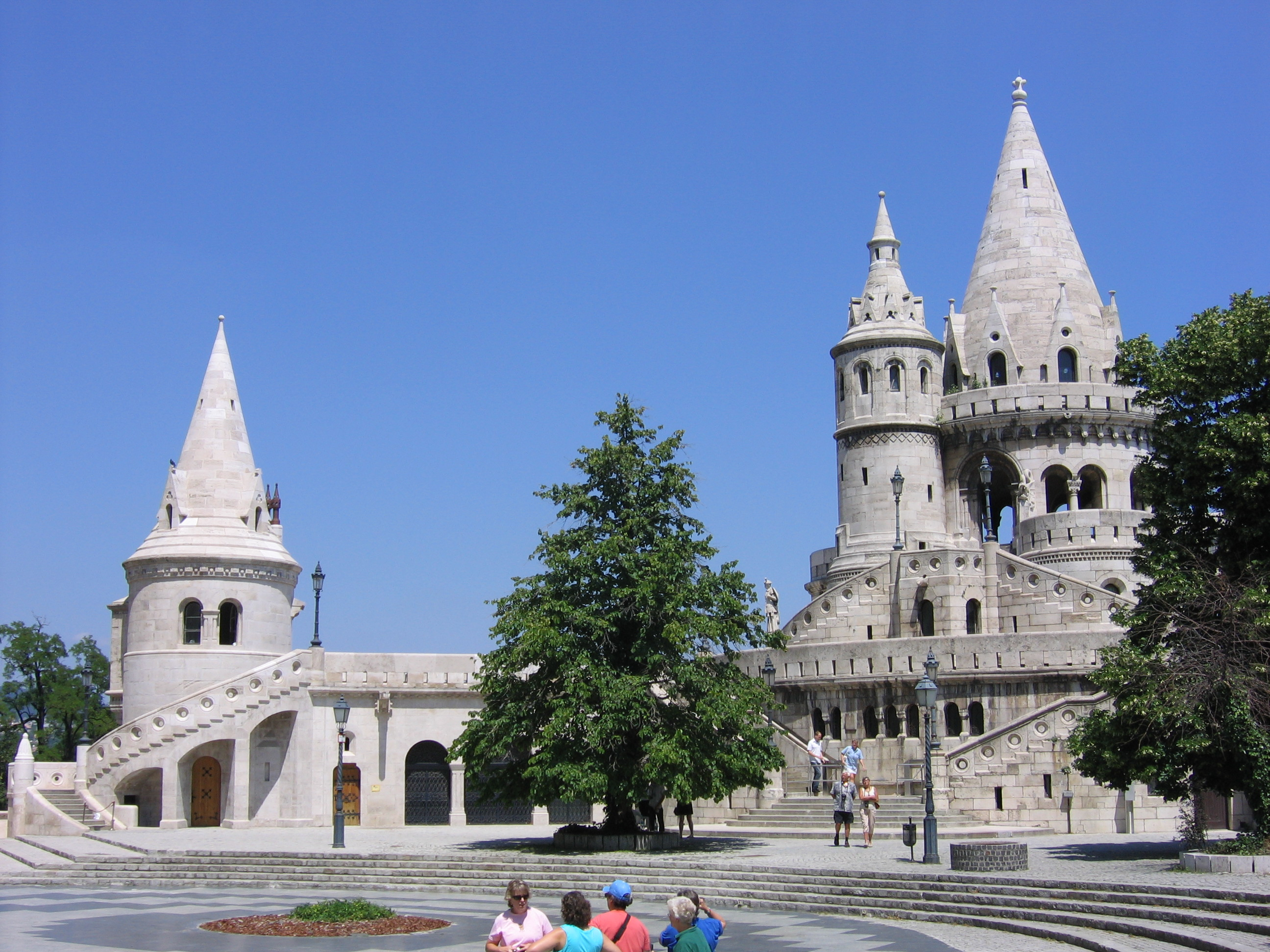
L'opera principale di Frigyes Schulek: il Bastione dei Pescatori
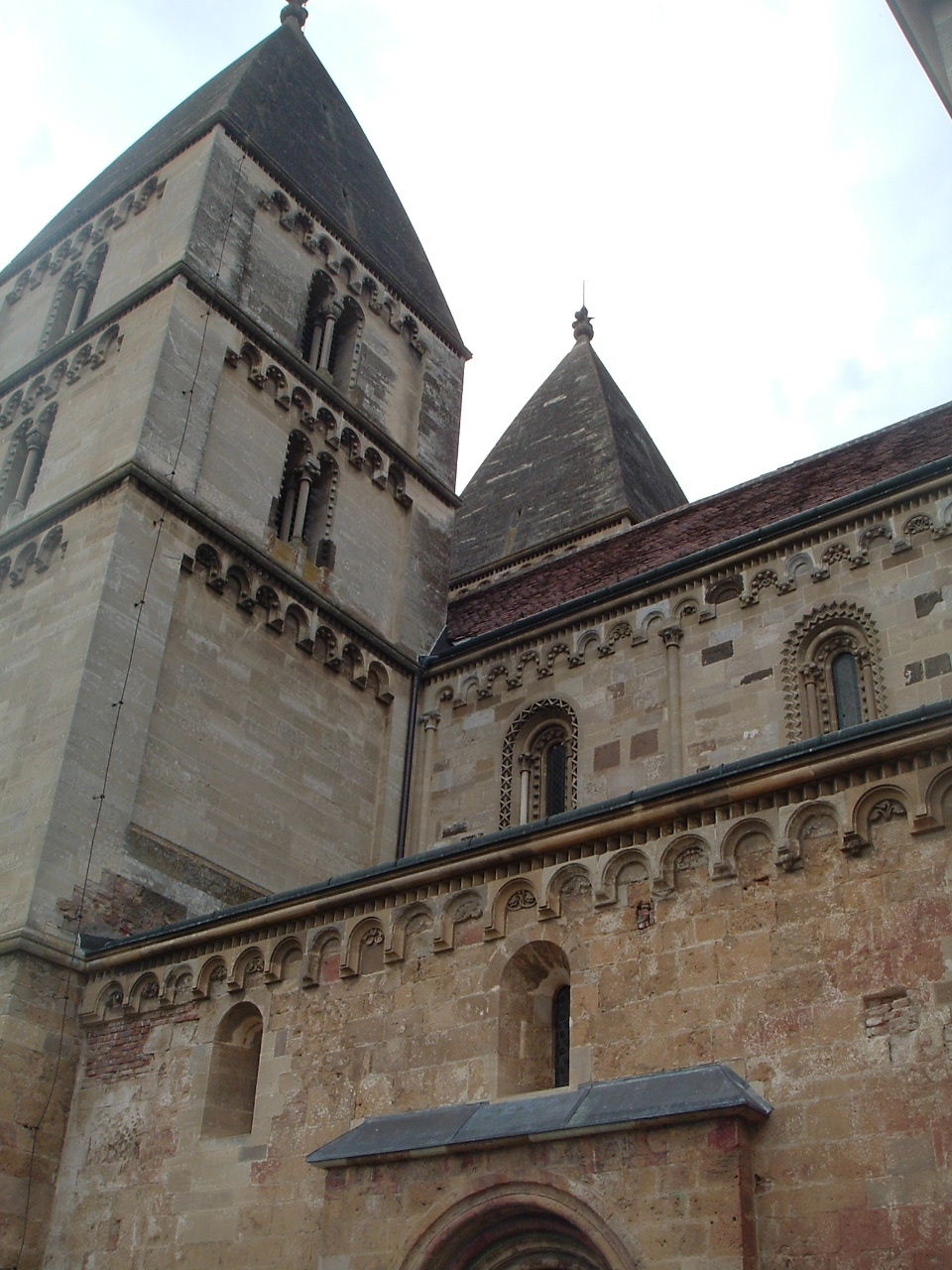
La chiesa di Ják restaurata da Frigyes Schulek
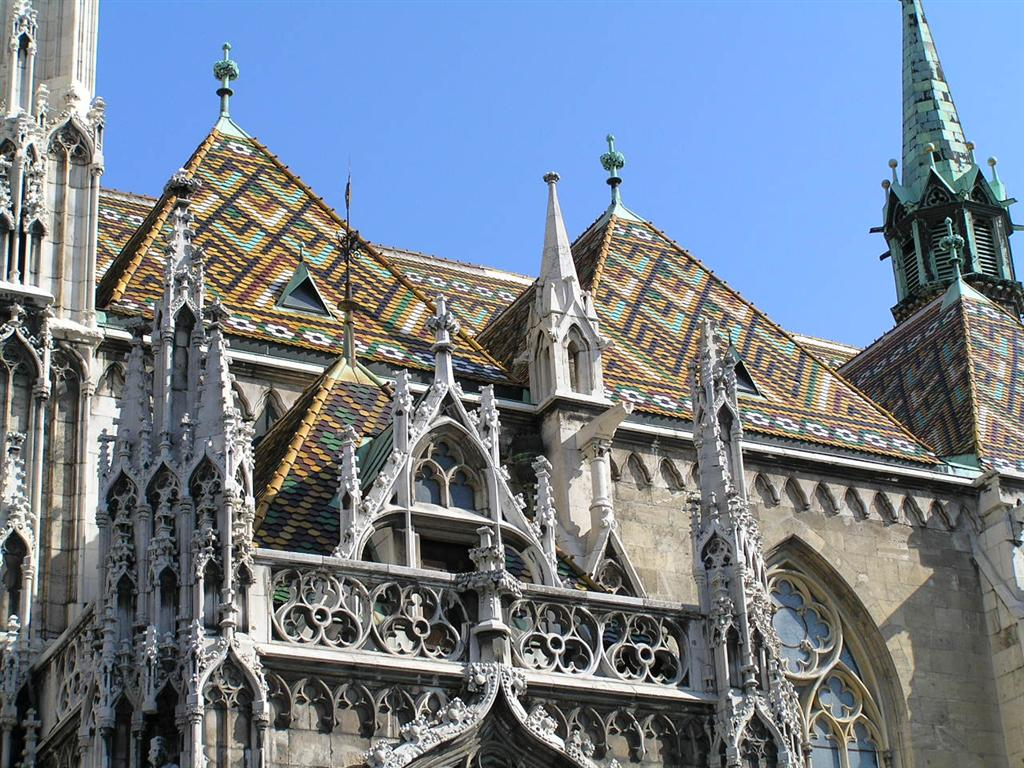
La Chiesa di Mattia restaurata da Frigyes Schulek
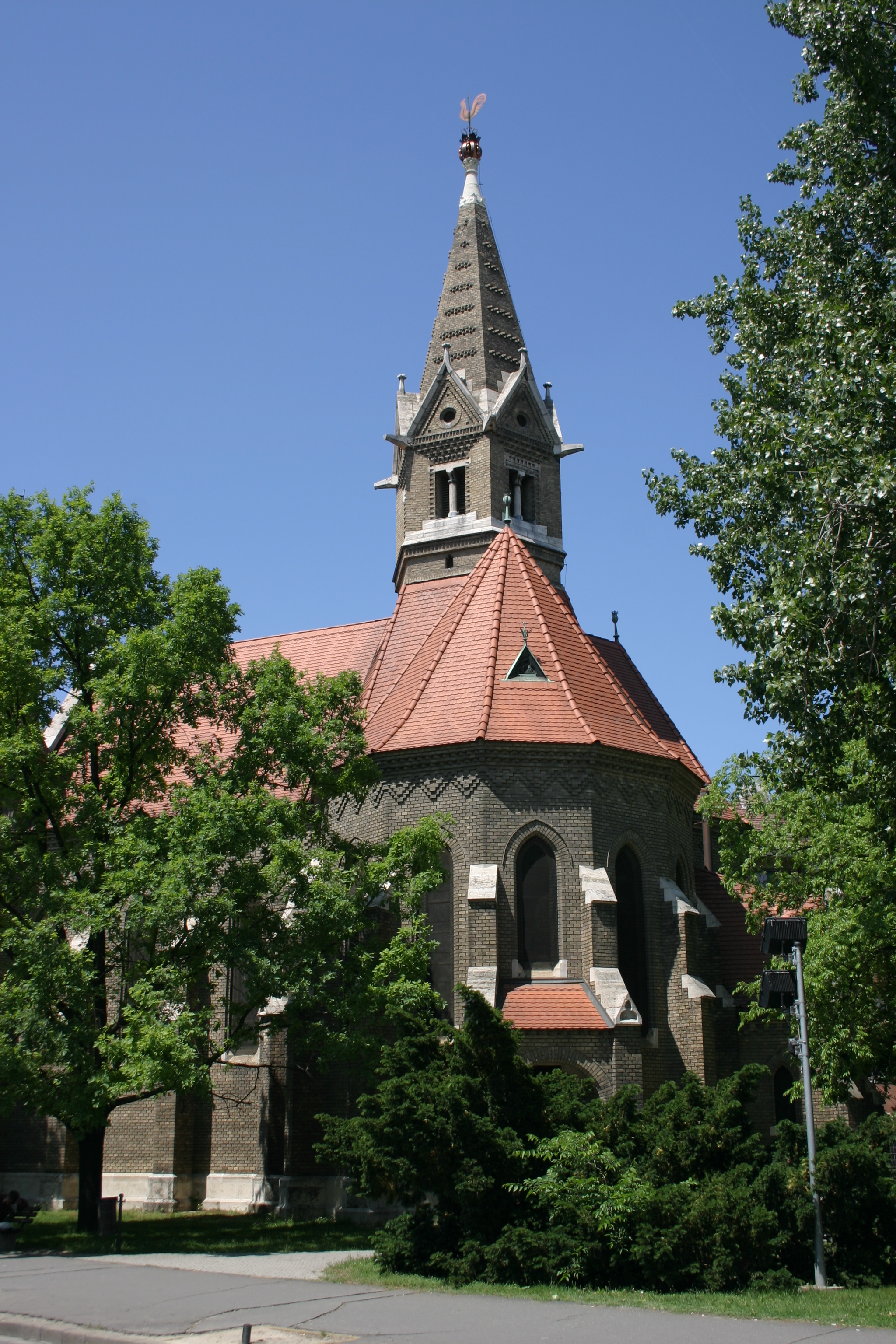
Chiesa riformata di Szeged (1884)
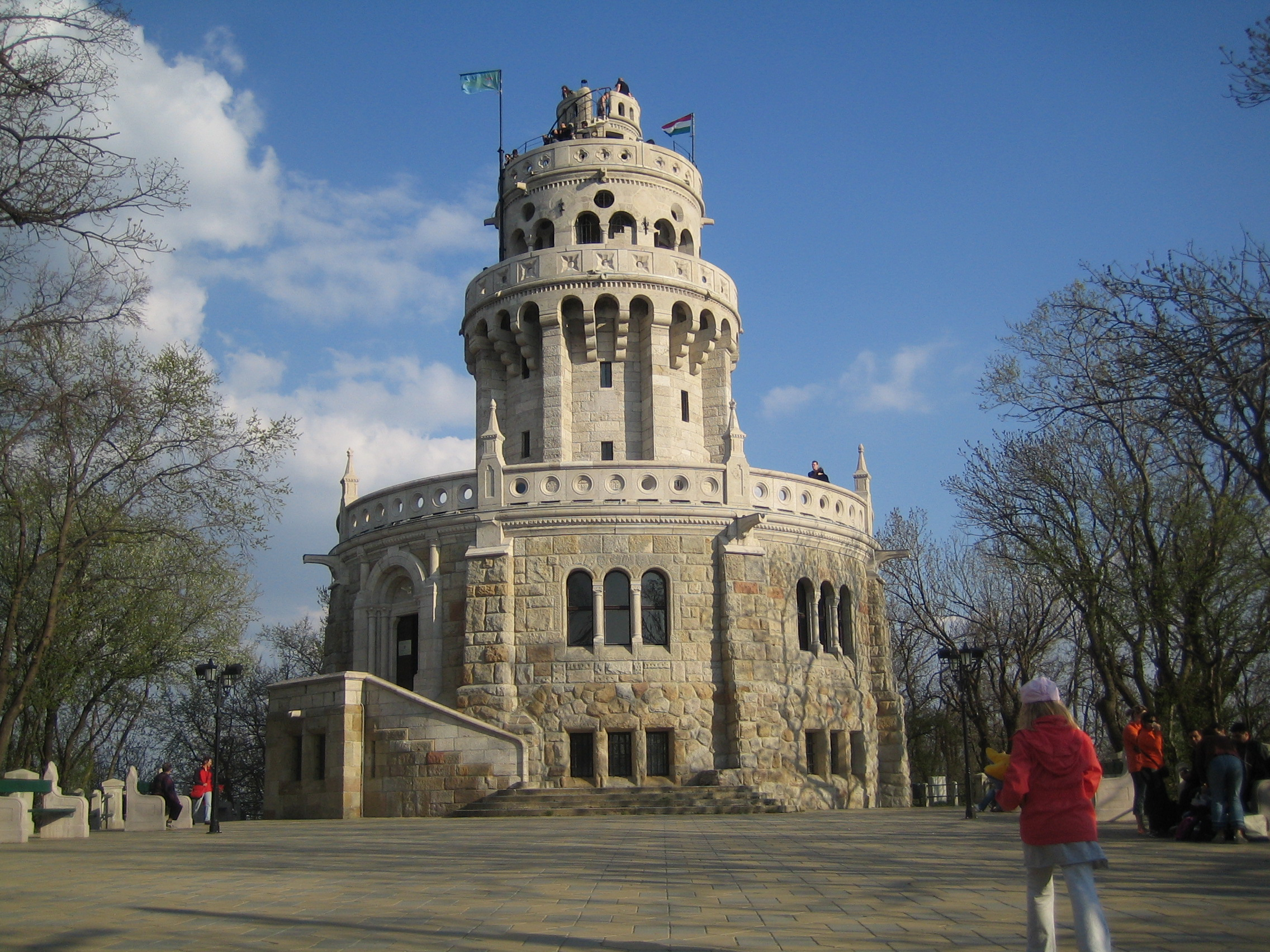
Torre panoramica di Erzsébet a Jánoshegy
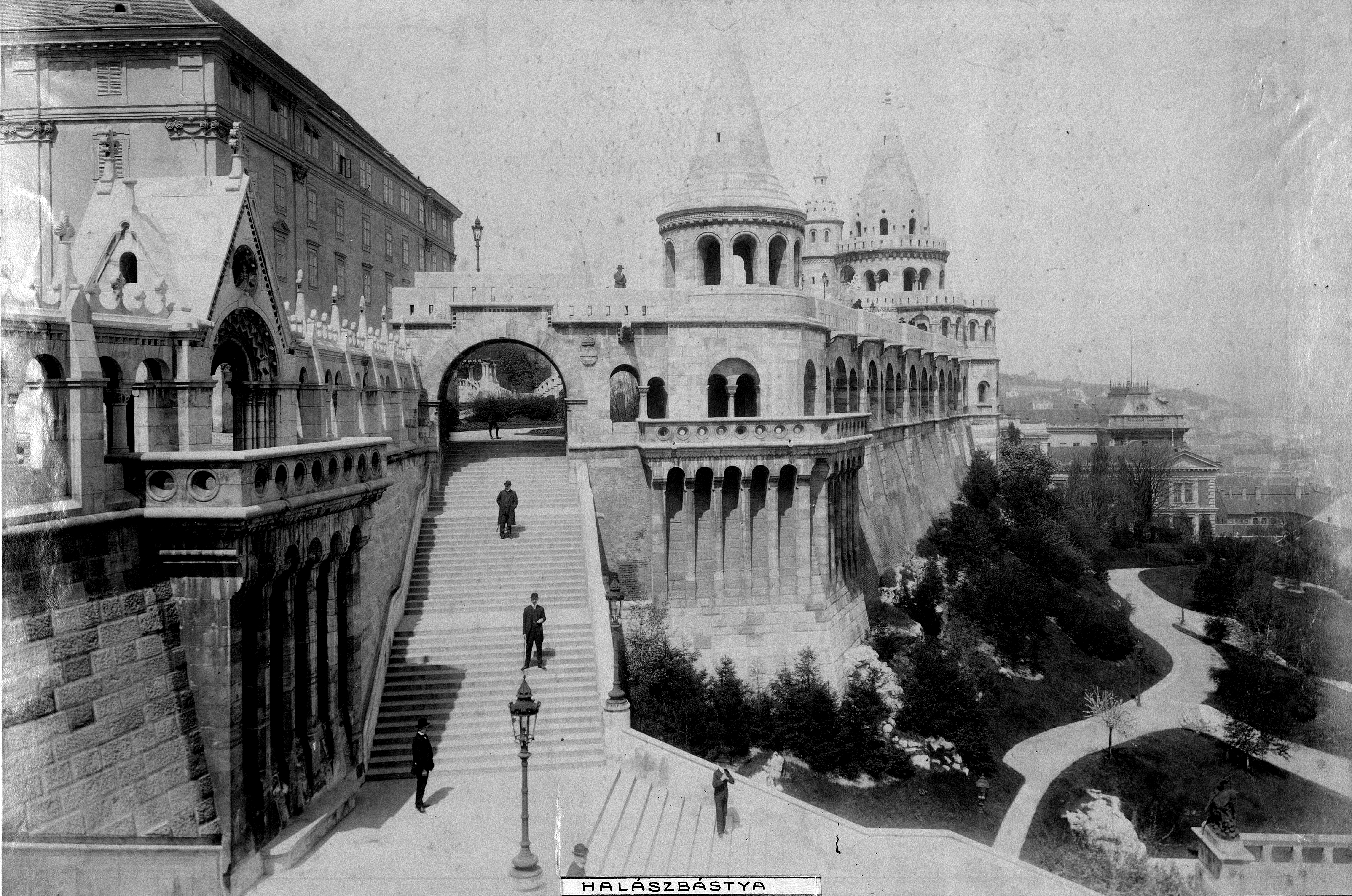
Le scale Schulek, (1907)
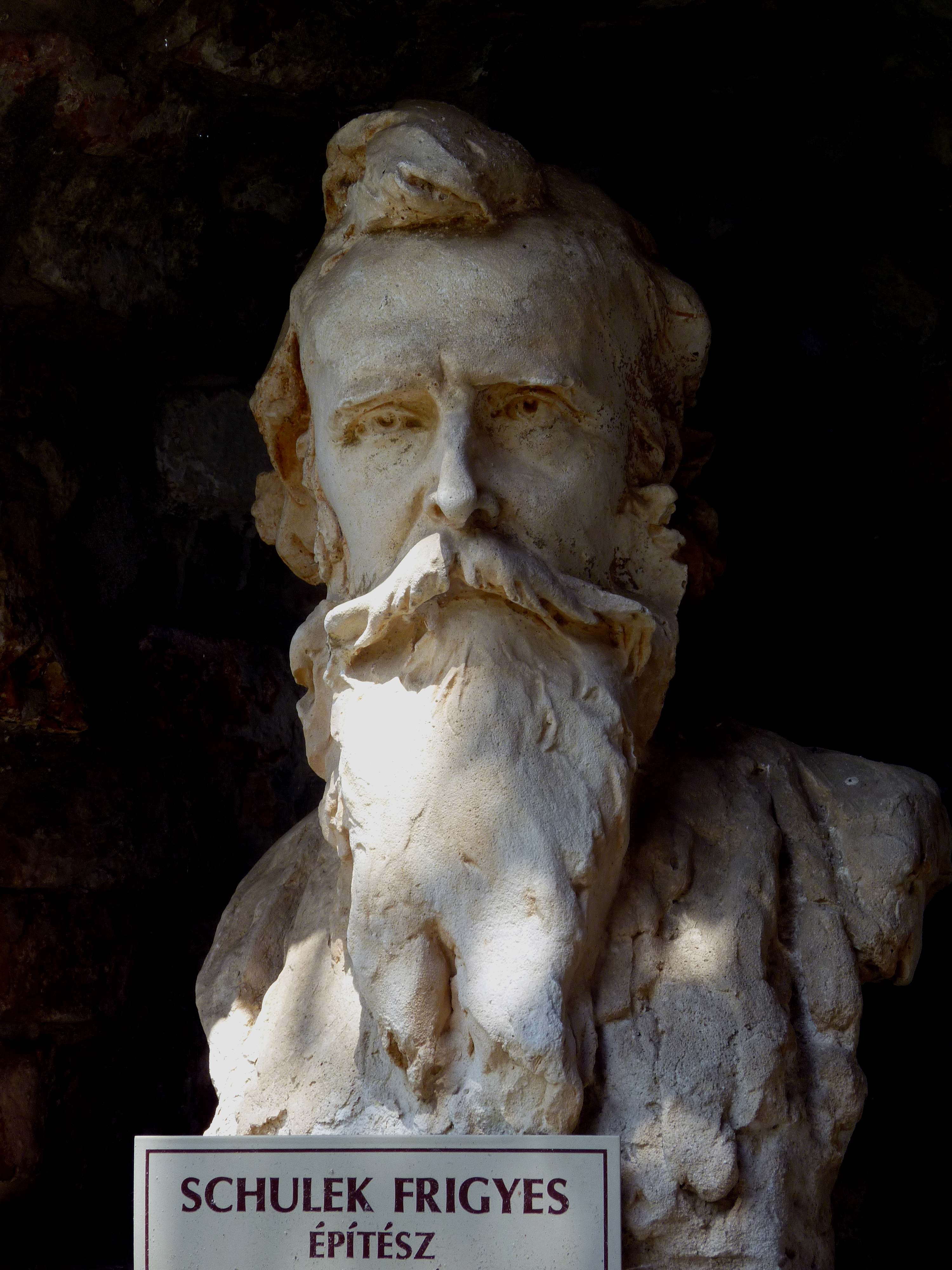
Jenő Bory: Busto di Frigyes Schulek (Castello di Bory, Székesfehérvár)
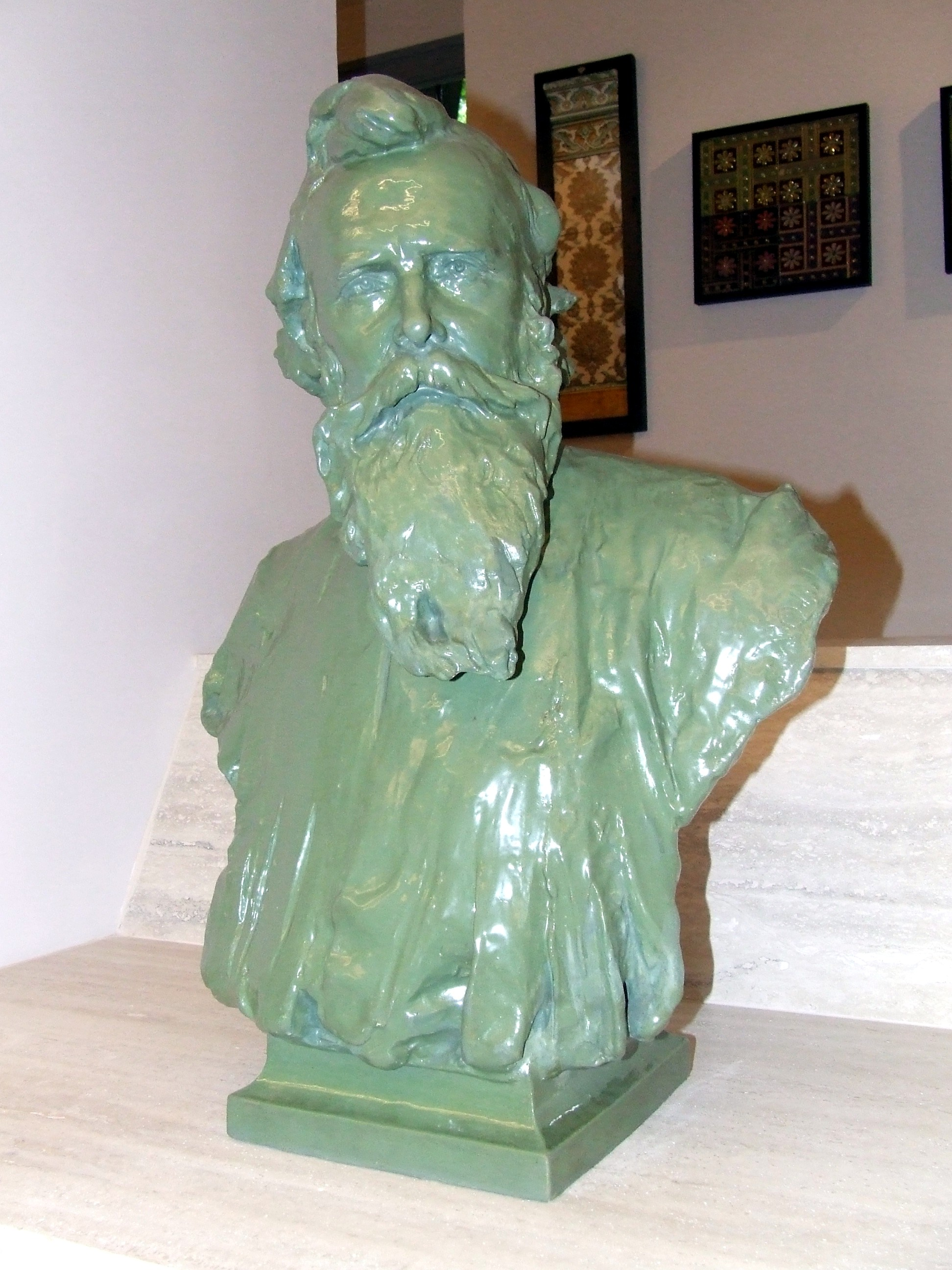
Ritratto dell'architetto Frigyes Schulek (1841-1919) nel Museo Zsolnay di Pécs. Il lavoro di Alajos Stróbl (intorno al 1907)
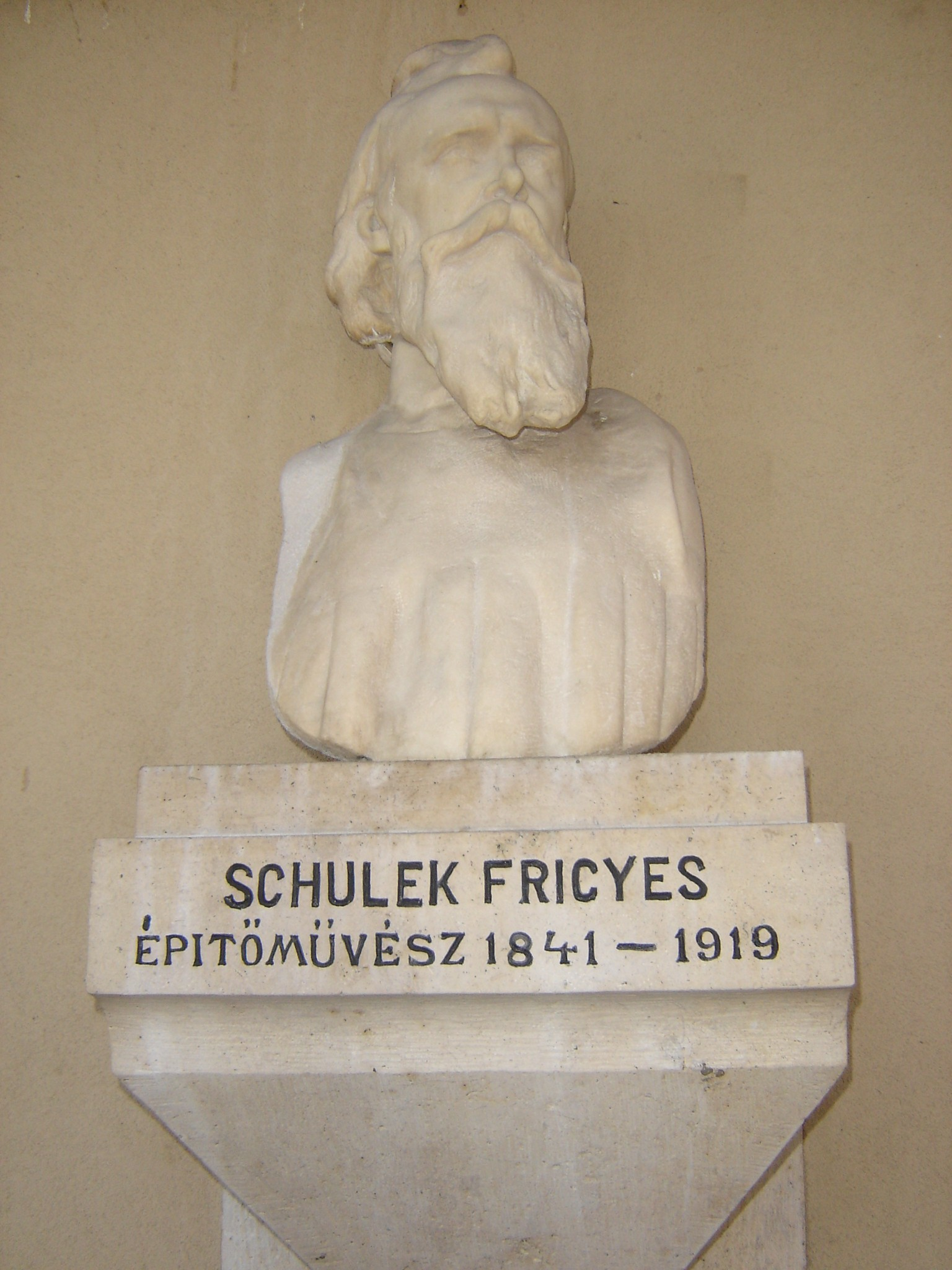
Statua dell'architetto Frigyes Schulek (1841-1919) nella National Memorial Hall di Szeged La scultura di Alajos Stróbl
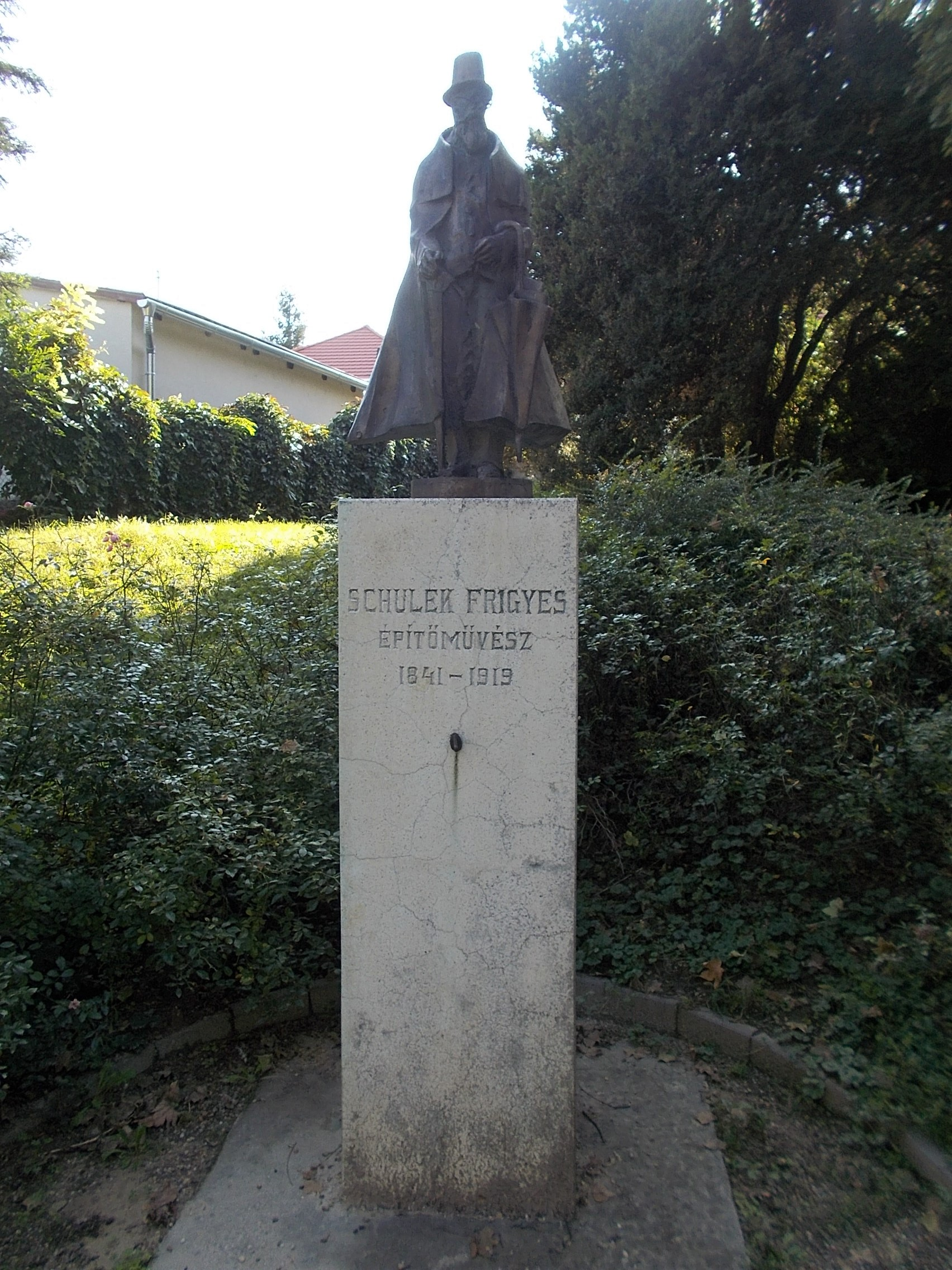
Sándor Rétfalvi. Frigyes Schulek (statua in bronzo del 1989 su base in pietra calcarea Rétfalvi Sándor. (Balatonlelle, 2018).
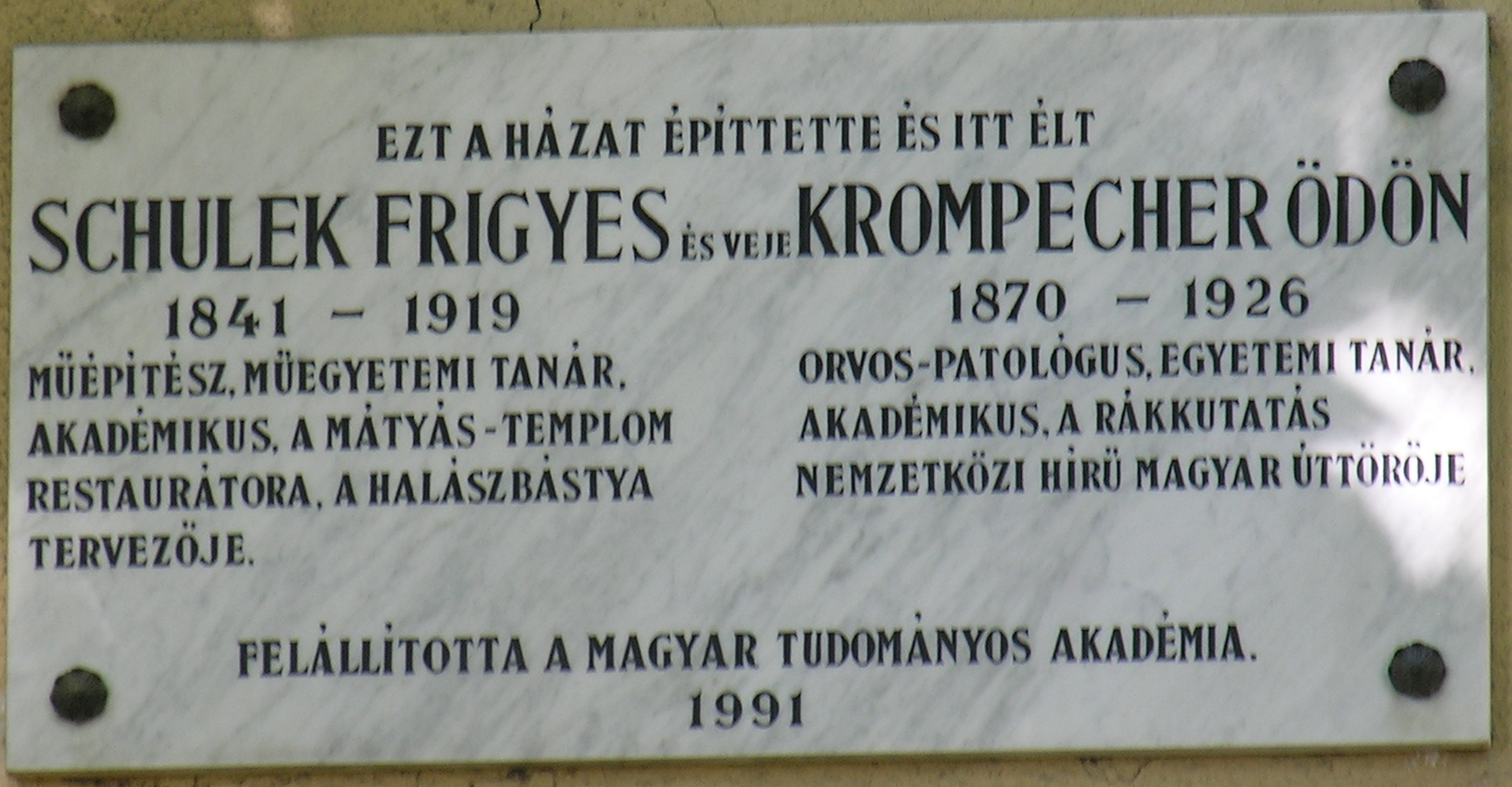
Targa commemorativa a Frigyes Schulek e Ödön Krompecher, Budapest, XI., Ménesi út 19.
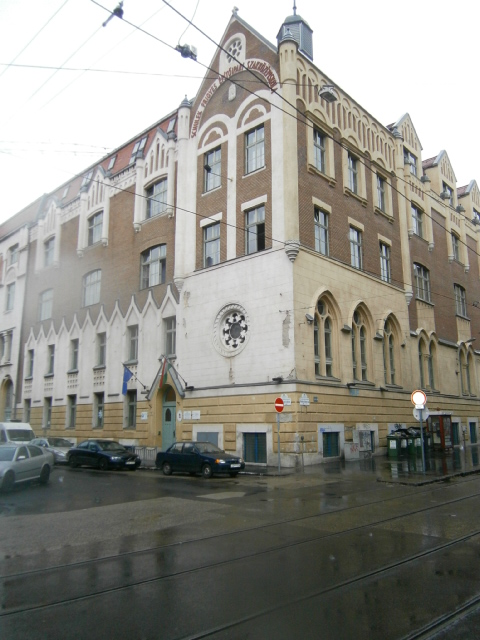
Liceo professionale edile bilingue Schulek Frigyes, Budapest, Mosonyi u. 6,